# ميان درة جوكار (مارغون)
میان درة جوکار (بالفارسية: میان دره جوکار) هي قرية تقع في إيران في قسم مارغون الريفي. يقدر عدد سكانها بـ 29 نسمة بحسب إحصاء 2016.